# Gaurav Bidhuri
Gaurav Bidhuri est un boxeur indien né le 16 mai 1993.

## Carrière
Sa carrière amateur est principalement marquée par une médaille de bronze remportée aux championnats du monde de 2017 dans la catégorie des poids coqs.

## Palmarès

### Championnats du monde
- Médaille de bronze en -56 kg en 2017 à Hambourg, Allemagne